# باربارا شلی
 باربارا شلی (انگلیسی: Barbara Shelley؛ زادهٔ ۱۳ فوریهٔ ۱۹۳۲ – درگذشته ۴ ژانویه ۲۰۲۱) هنرپیشه اهل بریتانیا بود.
از فیلم‌ها یا برنامه‌های تلویزیونی که وی در آن نقش داشته است می‌توان به دراکولا: شاهزاده تاریکی و دادگاه جزا اشاره کرد.
شلی در چهارم ژانویه ۲۰۲۱ بر اثر ابتلا به ویروس کرونا درگذشت. 